# Френ, Христиан Данилович
Христиа́н (Крестьян) Дани́лович Френ (при рождении Христиан Мартин Иоахим Фрэн, нем. Christian Martin Joachim Frähn; 23 мая (4 июня) 1782, Росток, герцогство Мекленбург-Шверинское — 16 августа 1851, Санкт-Петербург) — немецкий востоковед-арабист и нумизмат, который с 1807 года жил и работал в России. Один из зачинателей российского востоковедения.
Профессор Казанского университета (1807—1815), академик Санкт-Петербургской Академии наук (24.09.1817), действительный статский советник. В 1818 г. основал и до 1842 г. возглавлял Азиатский музей Академии наук. Почётный член более 20 академий и учёных обществ мира. 

## Биография
Родился в Ростоке, где окончил латинскую гимназию. Обучение арабскому и древнееврейскому языкам начал на богословском факультете университета Ростока под руководством гебраиста Олафа Тихзена (Oluf Gerhard Tychsen, 1734—1815), продолжил образование в университетах Гёттингена и Тюбингена. В 1802 г. окончил образование и отправился в Швейцарию, где до 1804 г. преподавал латинский язык в Бургдорфском педагогическом институте Песталоцци. 
Вернувшись в Росток, в 1804 г. защитил докторскую диссертацию, получив степени доктора философии, магистра свободных наук, а также доктора богословия. В 1806 г. принят приват-доцентом Ростокского университета. В начале 1807 г. первый попечитель Казанского учебного округа С. Я. Румовский обратился к Олафу Тихзену с просьбой порекомендовать кого-либо на замещение должности профессора восточных языков в только что основанном Казанском университете. Тот сразу же назвал имя Френа как лучшего своего ученика. 
В 1807 г. Френ принял приглашение возглавить кафедру восточных языков Казанского университета и сразу получил должность ординарного профессора. В Казань он прибыл в октябре 1807 г. Здесь им была опубликована первая монография, посвящённая описанию 17 саманидских и буидских монет, не известных дотоле в Европе, причём её пришлось печатать на арабском языке, ввиду отсутствия в Казани латинского шрифта. Преподавание также давалось тяжело: Френ не владел русским языком, а его студенты — латинским, который был в начале XIX в. универсальным языком науки. В Казанском университете он преподавал в первую очередь арабский язык, а также читал спецкурсы по арабской литературе (по хрестоматии Тихзена) и арабской нумизматике.
В следующие годы Френ представил описание нескольких частных коллекций восточных монет, хранившихся в Казани и других городах, подробно останавливаясь на неизвестных до тех пор монетах Арабского халифата, династии Саманидов, волжских булгар, татарских владетелей и др. Здесь же была заложена основа его собственной коллекции. Исследование этих монет привело Френа к изысканиям мест их чеканки, хронологической последовательности династий, титулов владетелей и т. п., так что мало-помалу он захватывал в круг своих исследований почти всю область мусульманской археологии. Именно в Казани из заурядного теолога-гебраиста Френ превратился в учёного мирового уровня. В 1815 г. он был избран деканом философского (историко-филологического) факультета Казанского университета.
В 1815 г. перевёлся в Петербург (хотя Тихзен предлагал занять ему свою кафедру в Ростоке), начав работу в Академии наук. В 1818 г. графом С. С. Уваровым был основан Азиатский музей Академии наук, Уваров же стал его президентом. Френ занимал должность директора Азиатского музея с 1818 г. до 1842 г. Азиатский музей Академии наук, причём до 1826 г. был его единственным сотрудником. В 1817 г. избран в ординарные академики. В Петербурге он не занимался преподавательской деятельностью, но многие русские арабисты и иранисты считали его своим учителем: у него были «приватные» слушатели. На пенсии — с 1842 г. Похоронен на Смоленском кладбище Санкт-Петербурга.
В 1843 г. обратился к попечителю Казанского учебного округа М. Н. Мусину-Пушкину с просьбой приискать среди студентов восточного отделения Казанского университета молодого учёного, способного в будущем стать адъюнктом Академии наук. Выбор пал на Николая Ивановича Зоммера.

## Научное наследие
Из-под пера Френа вышло более 150 научных работ на немецком, латинском и арабском языках. Часть из них была после его смерти издана в двух томах академиком Дорном (Opuscula postuma, 1855—1877).

В частности, Френ первым привлёк внимание к арабским и вообще восточным источникам по ранней истории Руси, а также соседних народов  (булгар, татар, хазар и др.). В 1835 году в Академии наук им был прочитан доклад о некоей загадочной докириллической русской надписи в сочинении арабского библиографа Ибн ан-Надима «Китаб аль-фихрист». Очень богатый запас сведений он нашёл в большом географическом словаре арабского географа первой половины XIII века Якута. Известия этого словаря о Руси, волжских булгарах и хазарах, заимствованные Якутом из записки халифского посланника к булгарам Ибн Фадлана (922 г.), в связи со сведениями других восточных писателей, доставили Френу материалы для трёх весьма важных монографий. 

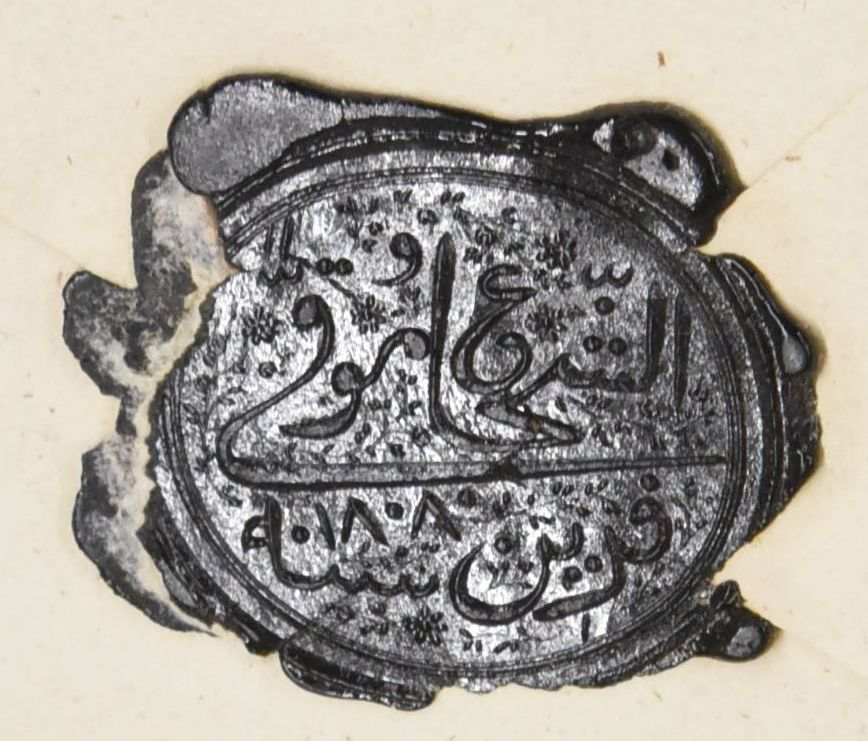
Личная печать профессора Френа

После Френа осталось немало рукописей, не вошедших в двухтомник Дорна. Важнейший из ненапечатанных трудов — объемистый критический словарь арабского языка, над пополнением которого Френ трудился всю жизнь.

### Основные труды
- Aegyptus auctore Ibn-el-Vardi. Галла, 1804. — Галла: Christ. Handelius, 1804. — 112 с.
- Curarum exegetico-criticarum in Nahumum specimen. — Росток, 1806.
- Die Abendstunden des einsamen Fremdling's // Ruthenia. — СПб., 1807.
- Монеты восточных династий Саманидов и Буидов, с конца IX до первой половины XI вв. — Казань: Университетская типография, 1808. — 328 с.
- Numophylacium Orientale Pototianum. Riga: Hartmann, 1813.
- Речь по случаю торжеств лейпцигской победы, произнесенная в казанской лютеранской церкви. — 1813.
- Nonnulla de titulorum et cognominum honorificorum, quibus chani Hordae Aureae usi sunt, origine, natura atque usu. — Казань: университетская типография, 1814. — 22 с.
- De origine vocabuli rossici – деньги. — Казань: Университетская типография, 1815. — 42 с.
- Статья о булгарских древностях // Leipzig. Litter. Zeitung. — 1815. — № 134.
- De auctorem etiam libris vulgatis crisi poscentibus emaculari, deque critica conjecturali, probans dicta exemplo historiae Saracenicae Elmacini. — Казань: университетская типография, 1816. — 34 с.
- Bulariae Urbis origo atque fata // Fundgruben d. Rients. — 1816. — Т. V.
- Слово по случаю торжества занятия Парижа, говоренное 10-го мая 1814 года в Казани, в церкви лютеранского исповедания. — Казань: университетская типография, 1817. — 62 с.
- De numorum Bulgharicorum forte antiquissimo commentationes critico-philologico-historicae, liber primus. — Казань: Университетская типография, 1817. — 62 с.
- Beiträge zur Muhammedanischen Münzkunde aus St. Petersburg: oder Auswahl seltener und merkwürdiger, bis dahin unbekannter Muhammedanischer Münzen aus dem Kabinet des P. Pflug. Berlin, 1820.
- Antiquitatis Muhammedanae monumenta varia . Petersburg 1820-22, 2 Bde.
- Ibn-Foszlan’s und anderer Araber Berichte über die Russen älterer Zeit. Frähn, Christian Martin. — Frankfurt am Main : Inst. for the History of Arab.-Islamic Science, 1994, Reprint of the ed. St. Petersburg 1823 / Institute for the History of Arabic-Islamic Science at the Johann Wolfgang Goethe University Frankfurt am Main.
  - Hamburg: Buske, 1976. Nachdr. d. Ausg. von 1823.
- Numi kufici: ex variis museis selecti. Petersburg 1823.
- Ch. M. Fraehnii Recensio numorum Muhammedanorum Academiae imp. scient. Petropolitanae. Petersburg 1826, Nachtrag 1855.
- Ueber Alte Sued-Sibirische Graeberfunde Mit Inschriften Von Gewissem Datum. Petersburg 1837.
- Sammlung kleiner Abhandlungen die muhammedanische Numismatik betreffend. Leipzig 1839; neue Sammlung, Petersburg 1844);
- Miscellen aus dem Gebiete der Orientalischen Litteratur St. Petersburg: 1840.
- Cosmographie de Dimeschky. St. Petersbourg: Impr. de l’Acad. Impér. des Sciences, 1866.
- Aus seinem Nachlass gab Dorn «Opusculorum postumorum pars; Adnotationes in varia opera numismatica» heraus (Petersburg 1877).
- Арабский словарь.

## Ссылка
- Статья на официальном сайте «Российской национальной библиотеки»